# NGC 1719
NGC 1719 is een spiraalvormig sterrenstelsel in het sterrenbeeld Orion. Het hemelobject werd op 23 november 1827 ontdekt door de Britse astronoom John Herschel.

## Synoniemen
- PGC 16501
- UGC 3226
- MCG 0-13-60
- ZWG 394.63